# Cityring (Horsens)
 For alternative betydninger, se Cityring. (Se også artikler, som begynder med Cityring)
Cityring O1 er en indre ringvej, der går rundt om Horsens Centrum.
Vejen består af Strandpromenaden – Licthenberggade – Allegade – Rædersgade– Nørregade – Kattesund – Amaliegade – Gasvej og ender til sidst i Strandpromenaden igen. .
Cityringen skal lede gennemkørende trafik uden om Horsens Centrum og fungere som en alternativ rute for dem, der har ærinder inde i den indre by. Vejen er også en gevinst for de handlende [kilde mangler], så der ikke kommer så meget gennemkørende trafik ind gennem midtbyen. 